# (27568) 2000 PT6
2000 بي تي 6 (ويعرف أيضًا باسم (27568) 2000 بي تي 6 وفق تسمية الكوكب الصغير) (بالإنجليزية: 2000 PT6)‏ هو كويكب ضمن حزام الكويكبات؛ وترتيبه 27568 من حيث الاكتشاف.
اكتُشف هذا الجُرم الفلكي بواسطة بحث لنكولن عن الكويكبات القريبة من الأرض في 4 أغسطس 2000.

## وصلات خارجية
- (27568) 2000 PT6 في قاعدة بيانات مختبر الدفع النفاث لأجرام النظام الشمسي الصغيرة

- الاكتشاف · مخطط المدار ·  العناصر المدارية · المعلمات المادية

- (27568) 2000 PT6 على موقع ويكي سكاي: DSS2, SDSS, GALEX, IRAS, Hydrogen α, X-Ray, Astrophoto, Sky Map, Articles and images